# Howard Duff
Howard Green Duff (Bremerton, Washington, 24 de noviembre de 1913-Santa Bárbara, California, 8 de julio de 1990) fue un actor estadounidense.

## Biografía
Duff nació en Bremerton, Washington. Su primer papel en el cine fue el de un preso en Fuerza Bruta (1947). Entre sus películas destacan The Naked City (La ciudad desnuda) (1948), All My Sons (1948), Panic in the City (1968), In Search of America (1971), A Wedding (1978) y No Way Out (No hay salida) (1987).
Actuó en numerosos filmes con su primera mujer, la actriz y directora Ida Lupino. Una de las últimas y mejores interpretaciones de Duff fue la del abogado de Dustin Hoffman en la película Kramer vs. Kramer (1979).
En la radio Duff interpretó al personaje de Dashiell Hammett Sam Spade entre 1946 y 1950, protagonizando The Adventures of Sam Spade en tres cadenas diferentes – ABC, CBS y NBC. En 1951 fue sustituido por Stephen Dunne.
En televisión tuvo diferentes interpretaciones, una de ellas en un episodio de la serie televisiva Climax! titulado Escape From Fear en 1955. Además, Duff intervino junto a Ida Lupino en la comedia de la CBS Mr. Adams and Eve entre enero de 1957 y septiembre de 1958. Desde octubre de 1960 a abril de 1961 Duff trabajó en el papel de Willie Dante en la serie de aventuras y misterio de la NBC Dante. En 1964 participó como artista invitado en el episodio "Prodigy" en la serie médica de la NBC The Eleventh Hour, junto a Jack Ging y Ralph Bellamy.
Desde septiembre de 1966 a enero de 1969, Duff fue el Sargento Detective Sam Stone en la serie de la ABC Felony Squad, en la que trabajó con Dennis Cole. En los años ochenta actuó en dramas como Flamingo Road, de la NBC, y Knots Landing y Dallas, ambos en la CBS.

## Vida personal
Duff tuvo una relación tempestuosa con la actriz Ava Gardner a finales de la década de 1940. Aparte de ello, se casó con la también actriz Ida Lupino en 1951. Tuvieron una hija, Bridget Duff, nacida el 23 de abril de 1952. Se separaron en 1966 y se divorciaron en 1984. Posteriormente se casó con Judy Jenkinson.
Duff falleció en 1990, a los 76 años de edad, a causa de un ataque cardiaco, en Santa Bárbara (California). Fue incinerado, y sus cenizas se entregaron a sus allegados.